# Ted Mozbi
Teodor Evelin „Ted” Mozbi (Ohajo, 25. april 1978. godine) je jedan od pet glavnih likova serije Kako sam upoznao vašu majku.
Ted je izmišljeni lik i narator cijele serije. On kroz seriju svom sinu i kćerci prepričava svoj život i slikovito objašnjava svoje dogodovštine iz mladosti, a glavna tema je zapravo kako je upoznao njihovu majku.

## Opis
Tedov lik se zasniva na vezi između njega i njegovih prijatelja. Ted je muškarac u 30-im godinama, koji provodi dane u kafiću MacLarens Pub sa svojim prijateljima, radeći posao koji voli, posao arhitekte. Prvobitno je bio arheolog, ali zbog poteškoća u scenariju profesija je promjenjena u arhitektu. Njegova ličnost se može poistovijetiti sa likom Rosa iz serije Prijatelji. Ted živi u stanu na Menhetnu sa svojim najboljim prijateljem Maršalom i njegovom dugogodišnjom djevojkom Lili Aldrin.

## Osobine
Ted je osoba koja je u potrazi za srodnom dušom i shodno tome on je sklon čudnim romantičnim gestovima. Npr. u prvoj epizodi serije on krade plavi rog iz restorana i pokušava da impresionira Robin (osobu koja poslije toga postaje dio društva).
Ted je kroz čitavu seriju predstavljen kao jedna plemenita, duhovita, ljubazna, požrtvovana osoba i prijatelj koji je uvijek spreman da pomogne.

## Spoljašnje veze
- web-sajt FANDOM
- web-sajt Charactour